# Platja d'Outur
La platja de Outur està situada en el concejo asturià de Valdés i està situada en els voltants del poble de Outur, a sis km de Ḷḷuarca. Forma part de la Costa Occidental d'Astúries i està emmarcada en el Paisatge Protegit de la Costa Occidental d'Astúries.

## Descripció
La platja té una longitud de sis-cents metres amb sorra i zones de roques i una amplària mitjana de 80 m. A la zona oest se li crida "Las Barqueras", i a la zona aquest "Castro" perquè prop de la platja està el Castro de Castiello de l'època romana. El seu entorn és rural, amb un grau d'urbanització i una perillositat baixa. L'accés per als vianants és d'uns cinc-cents m de longitud. L'accés rodat és inferior a 500 m. El jaç és de sorra de gra fosc i grandària mitjana.
La platja està prop dels pobles de Canedo i Outur i té la «Categoria Especial» per l'afluència massiva durant l'època estival, máxime en els caps de setmana. Té un accés còmode des de la rodalia de Ḷḷuarca i, en estar perfectament indicat l'accés, fomenta el que sigui molt freqüentada. La platja està flanquejada per dos rierols, té una zona de dunes molt degradades. A la zona oriental hi ha un petit arenal d'uns 30 m de longitud i que criden «Cala del Cura»; en l'occidental hi ha un antic molí. Té serveis de vigilància, de neteja, dutxes, restaurants i aparcament.
És una platja per a tota la família si bé hi ha una part on es practica el naturisme. L'activitat més recomanada és la pesca esportiva o recreativa.